# Arantia
Arantia is een geslacht van rechtvleugeligen uit de familie sabelsprinkhanen (Tettigoniidae). De wetenschappelijke naam van dit geslacht is voor het eerst geldig gepubliceerd in 1874 door Stål.

## Soorten
Het geslacht Arantia omvat de volgende soorten:
- Arantia accrana Karsch, 1889
- Arantia angustipennis Chopard, 1954
- Arantia brevipes Chopard, 1954
- Arantia congensis Griffini, 1908
- Arantia dentata Saussure, 1899
- Arantia excelsior Karsch, 1889
- Arantia fasciata Walker, 1869
- Arantia fatidica Stål, 1873
- Arantia gabunensis Brunner von Wattenwyl, 1891
- Arantia gestri Griffini, 1906
- Arantia hydatinoptera Karsch, 1889
- Arantia incerata Karsch, 1893
- Arantia latifolia Karsch, 1890
- Arantia leptocnemis Karsch, 1890
- Arantia mammisignum Karsch, 1896
- Arantia manca Bolívar, 1906
- Arantia marmorata Karsch, 1889
- Arantia mauritiana Saussure, 1899
- Arantia melanotus Sjöstedt, 1902
- Arantia orthocnemis Karsch, 1890
- Arantia ovalipennis Chopard, 1954
- Arantia rectifolia Brunner von Wattenwyl, 1878
- Arantia regina Karsch, 1889
- Arantia retinervis Karsch, 1889
- Arantia scurra Karsch, 1896
- Arantia simplicinervis Karsch, 1889
- Arantia tigrina Bolívar, 1906
- Arantia ugandana Rehn, 1914